# Абу Айман аль-Ираки
Адна́н Латы́ф Ха́мид ас-Сувейдави́ (араб. عدنان لطيف حامد السويداوي‎), более известный под куньей Абу́ А́йман аль-Ираки́ (араб. أيمن العراقي‎) (1965 — 7 ноября 2014) — бывший офицер иракской армии времён Саддама Хусейна, после американского вторжения в Ирак в 2003 году и начала иракской войны примкнувший к террористической организации Исламское государство. В 2007 году он был арестован американцами и отправлен в лагерь Кэмп-Букка, где просидел до 2010 года. Тогда же был освобождён и стал одним из главных военных командиров Исламского государства. С началом гражданской войны в Сирии и вступления в неё Исламского государства он командовал «армией» Исламского государства и по утверждениям командиров других сирийских оппозиционных группировок, именно Абу Айман аль-Ираки приказывал убивать лидеров других группировок сирийской оппозиции, в частности — лидеров Свободной сирийской армии. Несмотря на то, что он являлся «министром войны» Исламского государства, о нём крайне мало известно и он считался «теневой персоной» и «серым кардиналом». Погиб 7 ноября 2014 года в результате авианалёта сил коалиции на Мосул.